# Amber Brantsen
Amber Brantsen (spreek uit: [ˈɛmbər]) (Zoetermeer, 9 september 1989) is een Nederlands journalist en presentatrice.

## Carrière
Brantsen werd geboren in Zoetermeer. Van 2010 tot 2014 studeerde ze bestuurskunde aan de Universiteit Leiden. Tijdens haar studie werkte ze vanaf mei 2012 twee jaar als radionieuwslezer, hoofdredacteur en contentmanager bij Unity FM. Vanaf juli 2013 was ze eveneens radionieuwslezer bij Omroep West. Van augustus 2014 tot en met januari 2015 werkte Brantsen bij Bureau Regio, op de redactie en als nieuwslezer. Twee maanden later combineerde zij dit met een vergelijkbare baan bij de NOS, waar ze via NOS op 3 en als nieuwslezeres op NPO 3FM  een landelijk bereik kreeg.
Op 4 januari 2016 stapte ze over naar het Radio 1 Journaal, als medepresentator naast Jurgen van den Berg. Op 25 juli 2017 presenteerde ze dit programma voor het laatst. Samen met Jan Lammers en journalist Louis Dekker maakte zij sinds 25 februari 2019 wekelijks een NOS Formule 1-podcast, waar grand-prixwedstrijden worden becommentarieerd. Vanaf augustus 2017 was ze te zien als presentator in de dagbulletins van het NOS Journaal, waar zij de plaats innam van Rik van de Westelaken, die in augustus 2016 de NOS verruilde voor SBS. Sinds 31 januari 2018 presenteerde Brantsen ook het NOS Journaal van 18.00 uur, het nieuwsblok in Nieuwsuur en het late NOS Journaal. Op 1 januari 2019 presenteerde zij voor het eerst het achtuurjournaal.
In 2020 schreef Brantsen het boek Uit beeld, over haar vroegere eetstoornis anorexia nervosa.
Brantsen verliet de NOS eind november 2021. Sinds 1 december 2021 presenteert zij op de streamingdienst Viaplay de Formule 1-programma's.

## Erkenning
In december 2015 werd Brantsen door de Volkskrant uitgeroepen tot radiotalent van het jaar.

## Privéleven
Brantsen heeft een relatie met Rachid Finge. Ze hebben samen een dochter en een zoon.

## Publicaties
- Uit beeld. Amsterdam, Prometheus, 2020. ISBN 9789044644838.